# Half-Life 2
Half-Life 2 je znanstvenofantastična prvoosebna strelska videoigra, nadaljevanje med kritiki zelo dobro sprejete igre Half-Life. Razvilo in izdalo jo je podjetje Valve Corporation 16. novembra 2004, po pet let dolgem in štirideset milijonov dolarjev vrednem razvijalskem delu. Med tem razvijalskim delom je programski zapis igre nenamerno prišel na internet. Igra uporablja pogon Source, ki vključuje tudi močno spremenjen pogon Havok. Igra je bila prvotno namenjena samo za uporabnike operacijskega sistema Windows, kasneje pa je bila predelana še za igralne konzole Xbox, Xbox 360 in Playstation 3 in sistem Mac OS X.
Zgodba je postavljena v distopično prihodnost, v kateri je Zemlja pod nadzorom nezemeljske civilizacije, poznane kot »Combine«. Igralec prevzame vlogo teoretičnega fizika Dr. Gordona Freemana, ki je bil v prvencu vpleten v nezgodo, zaradi katere se je odprl portal do vmesne ravni obstoja, ki povezuje dve ali več vzporednih vesolj, »Borderworld«, Xen od koder so kasneje prišli zavojevalci. Igra se začne deset do dvajset let po dogodkih v prvem Half-Life ; Gordon Freeman mora preživeti v sovražnem okolju mesta City 17 in drugih lokacij ter si priboriti vstop v nadzorni center kolonialne vlade Combine ter ga na koncu uničiti.
Tudi Half-Life 2 je s po mnenju kritikov in občinstva napredno grafiko, fiziko, umetno inteligenco, zvočno podlago in zgodbo doživel uspeh. Do konca leta 2008 je bilo prodanih več kot 6,5 milijonov izvodov te igre.

## Sistemske zahteve
Windows
1.7 GHz procesor, 512MB RAM, grafična kartica, združljiva s standardom DirectX 8.1 s podporo za SSE, Windows Vista/XP/2000, miška, tipkovnica, internetna povezava

Mac
Mac OS X Leopard 10.5.8, Snow Leopard 10.6.3, 1GB RAM, NVIDIA GeForce 8 ali boljša oz. ATI X1600 ali boljša, miška, tipkovnica, internetna povezava